# 喰霊
『喰霊』（がれい）は、瀬川はじめによる漫画。

## 概要
少年少女が退魔術や格闘を駆使して闘う新感覚ホラー漫画。ジャンルは一貫し、「ノンストップ放課後退魔アクション」と銘打たれている。
『月刊少年エース』（角川書店）にて2005年12月号から2010年3月号まで連載された。また、月刊少年エース増刊の『エースアサルト』には2007年SUMMER号の創刊から2009年SPRING号まで本編の外伝や番外編が連載されていた。連載版開始以前の2005年には連載版とキャラクターなどの設定が一部異なる読みきり版が3月号、5月号、10月号に全3話で掲載され、12月号から設定を一新した連載版が開始された。連載版の当初は短期集中連載と予告されており、不安定な状態での開始であった。
単行本は本編全12巻。最終巻では少年エース本誌では掲載されなかったエピローグが加筆された。外伝の『〜追儺の章〜』は全1巻。他に読み切りなどが収録された応募者限定サービスの0巻も存在し、その読切版が収録された0巻にキャラクター設定や作者インタビュー、描きおろしの落書き短編を収録した『喰霊0+』が、一般販売されている。2009年5月時点でシリーズ累計発行部数は200万部を記録している。
2008年10月よりテレビアニメ化された。原作の前日譚を描いている。後の原作（コミックス9巻）では一部アニメの設定を踏襲しているが、神楽の回想で、母の死後の黄泉との出会いの時に黄泉がアニメとは違い髪が短かったり、一部のアニメオリジナルの登場人物が登場するが、黄泉がまだ仲間であり桜庭一騎が生きてる頃なのに神楽の髪型が違っていたり岩端晃司が顔に既に傷を負っていたりと、アニメとはパラレルワールド的な扱いになっている。
なお、タイトルの『喰霊』は本来なら「喰」に「が」という読みが無く編集者からも当て字だと思われていたが、実際は作者が「餓」と勘違いしていたために修正もできず使うことになった、というエピソードが単行本第11巻後書きで語られている。
2014年には同じ作者による漫画『東京ESP』のアニメ化を記念し、本作とのクロスオーバー漫画『東京ESP×喰霊』の制作が少年エース同年2月号にて発表され、同年3月28日よりコミックウォーカーにて毎月連載されている。

## あらすじ
弐村剣輔は霊が視えること以外は普通の男子高校生だったが、ある日巨大な霊獣を使役して悪霊を屠る少女・土宮神楽と出会ったことから機密機関「対策室」に入り、妖怪や悪霊と奮闘することになる。

## 登場人物
声優はアニメ『喰霊-零-』でのもの。

### 環境省・自然環境局・超自然災害対策室
弐村 剣輔（にむら けんすけ）
声 - 白石稔
本作の主人公。ルックスは整っているが、霊が視える体質なため幼少時からまともな人付き合いができなかった高校生。ある日、霊から追われて逃げている最中に神楽と出会い、その一件をきっかけに対策室の新人バイトとなる。神楽からは「剣ちゃん」と呼ばれる。物語が進むにつれて神楽に恋心を抱くようになり、命を賭して白叡を受け継ぐだけという土宮家の宿命に疑問を持つようになる。早い段階から神楽とは相思相愛であったが、様々な事情で想いを伝えられていない。
家族構成は父、母、姉。姉と二人暮らしで、剣術家の両親はイタリアで道場を開いている。剣道部に所属しているが、幽霊部員である。カナヅチのため泳げない。また、後半で目覚めた『霊力の吸収』を使うと何故か十円ハゲができてしまう。
性格は至って冷静で、懐に入られると弱い神楽をうまくフォローし、神楽の単独行動グセを抑えている。霊を見た時いつもすぐに殴ってしまうなど乱暴で短気な性格に見えるが、神楽が悩んでいる時に彼女を優しく抱くといった一面もある。護身用に剣道をやっていたため、武器は退魔刀舞蹴拾弐號を使っていたが、天狗との戦いで折ってしまった。その後は打杯28號を、舞蹴レボリューション完成後はそれも使っている。最初の謎の闇の獣の襲撃で右目を傷つけられ、目の手術以降は眼帯をつけることになった。殆ど視力を失ったものの失明は免れ、傷跡だけが痛々しく残っている。
黄泉によって身体の中に殺生石を埋め込まれてしまい、驚異的な再生能力と霊力を得るも制御しきれず、後に土宮家の封印儀式で悪霊化の進行だけは食い止められた。石は取り除くこともできず妖力を常に垂れ流すため、以前より多くの霊が纏わり付くようになった。その後も体の中に埋まっている殺生石を呪禁道に狙われ、玉藻'Sガーデンで刹那に殺生石を奪われ死亡するが、九尾の力を得た神楽によって救命された。その後、暴走した神楽を止めるべく彼女の下へと向かい、舞蹴レボリューションの真の力を発揮して神楽を救った。
九尾との戦いが終わって以降は友人達と無料の心霊コンサルタントを開くなど平穏な日常を取り戻していたが、黄泉と奈落にまつわる争いに再び巻き込まれる事となる。神楽に世界の存亡が懸かっている事に怯えもしたが、彼女を守りたい一心で自身の『霊力の吸収』という真の能力に覚醒し、巨大化した麒麟を消滅させた。また、彼のまっすぐな言葉は黄泉に心を取り戻させている。
全てが終わった後は正式に心霊庁の職員になったらしく、黄泉と紀之の霊に見張られているせいで神楽とデートもできない状況に愚痴をこぼしながら、最終的に同棲を申し出た。
- 『-零-』では、最終回の終盤（コミックでのプロローグ部分にあたるシーン）のみ登場。
- 読み切りでは、今のような髪型ではなくモジャモジャとした髪型である。

土宮 神楽（つちみや かぐら）
声 - 茅原実里
本作のヒロイン。誕生日は3月22日。黒髪でスレンダーなスタイルの誰もが認める美少女。古来より霊的守護をしてきた帝家の裏で荒事を任され、宿主を内から喰らい尽くす喰霊をその身に宿し常に最凶の敵を相手にさせられてきた呪われた家系である土宮家の28代当主。
身体に最強の霊獣・白叡が封印されていて、印を組み喰霊解放して戦う。幼き頃から退魔師として厳しい修行を続け、白叡の使役だけではなく、法術（不動明王の力を利用した火炎系）や体術もこなし、除霊もできる。白叡の力を抑えるために身につけている殺生石（封印処理済み）の影響で傷を負っても割と早く治る回復力を持つ。
同年代の友達がいなかったため、共感できそうな剣輔と友達となりたく彼の学校に転校してくる。物語が進むにつれて剣輔に恋心を抱くようになるも、恋に耐性が無い為に告白も空回りするなど、結局終盤までまともに想いを伝えられていない。
遠・中距離戦の彼女と近距離戦の剣輔とは相性がいいため、基本的に二人で組んでいる。左耳に殺生石のピアスを付けているため、黄泉が近くにいると共鳴し場所を知らせる。ゲーマーでたくさんのゲームを所持し、腕も立つ。大食いで、作中ではよく何かを食べており、弁当も自分で作っている。特にポッキーが好物で、霊との戦いの前は必ず食べる。剣輔には「こんな時によく食うよな」と不思議がられるが、本人曰く、食べないと気合が入らないらしい。
“不滅なる者”の件で白叡の封印を解きかけたため、その後遺症で白叡が暴走してしまったが、剣輔の激励もあり白叡を再び封印することに成功した。以降は霊力を補助するため殺生石を二つ身に付けることになる。
玉藻S'ガーデンでの刹那との戦いで悪霊化しながらも刹那に勝利し、剣輔を救うために九尾を継承する。しかしその後、九尾の破壊衝動に負け、東京を襲うが、剣輔達の活躍により心を取り戻し、九尾から解放され剣輔にキスをした。その後3週間の眠りから覚めた際、それまでの記憶を一切失ってしまったが、後に記憶を取り戻す。
泉に黄泉の魂が宿っている事を知って以降は彼女を守る為に逃避行するも、それが結果として自分達への攻撃と黄泉の覚醒を招いてしまった。土地神から自分が存在する本当の意味を知らされ、黄泉を倒さなければならない事に苦悩する。だが、剣輔の助けと愛の力で『霊力の吸収』能力に目覚める。戦いの中で白叡を失い自身は消滅の危機に晒されるも、剣輔とツイナとの協力で麒麟を撃破した。最後は欠けた魂を黄泉で補う事で彼女を殺さずに世界を救っている。
全てが終わってからは心霊庁の霊気圧リポーターとして活躍しており、背後霊のように黄泉が付き添っている為に剣輔と満足にデートもできない状況になっている。
- 『-零-』では、当時中学2年生。年齢は14歳。身長は153cm。髪型ショートヘア。幼い頃は修行漬けの日々を送り、年齢に似つかないストイックな性格であった。退魔師の修行と使命しかなかった少女であったが、お務めで母親が亡くなり諫山家に引き取られる。その後黄泉や対策室のメンバー達と出会い、生活する中で年相応の明るく人懐っこくも芯が強い少女に成長していく。黄泉を本当の姉のように慕っていたが、三途河の暗躍により黄泉を殺害する事となる。
- 読み切り版では、コンタクトレンズをつけており、視力が0.02とかなり目は悪い。屠る際中にコンタクトレンズを落としてしまうということもあった。

諫山 黄泉（いさやま よみ）
声 - 水原薫
心霊業界で70人以上殺して悪霊となった元超災害対策室所属エージェント。神楽にとって姉代わりの存在だったが、後に仇となる。
土宮家の分家筋にあたる諫山家の頭首、諫山奈落の養女。身長は165cm。飯綱紀之とは親同士が決めた婚約者同士。母を亡くした10歳の神楽を引き取り、黄泉が世話役として法術や体術を教えた。宝刀「獅子王」とそれに宿る霊獣・鵺「乱紅蓮」を使役し、剣の道において神童と呼ばれたほどの実力者で、法術の才にも恵まれている。神楽がゲーム好きであるのは彼女の影響。
どういう手順か不明なものの殺生石により悪霊として復活したとされる。不滅なるものの復活を目論み、都内の霊脈に霊剣を刺すことでその流れを乱した。その後、自らの殺生石を分裂させ剣輔に埋め込んだ。神楽との戦いで、体の大半を失い、勝手に殺生石を分け与えた事を咎められて三途河に殺生石を奪われ、最期は飯綱に看取られて消えた。
その後は長らく登場しなかったが、自分と瓜二つの泉が九尾の狐が起こした災害に巻き込まれた際、その魂と融合する形で現世に復活を果たす。生前の「神楽を守りたい」という行動原理に基いて彼女と逃避行するも、それが原因で神楽を危険に遭わせてしまい、さらに自分が『滅亡プラン』の引き金である事、神楽がその対である事を知らされる。真実を知って以降は再び悪霊となり、世界を滅ぼす為に『滅亡プラン』を実行していたが、神楽の呼びかけで彼女の魂と融合し『滅亡プラン』を止めた。
全てが終わってからは、常に神楽と行動するようになっている。またその隣には悪霊となった際に同じ悪霊として蘇らせた飯綱がおり、生前に叶わなかった仲睦まじい時を過ごしている。
- 『-零-』における主人公、誕生日は8月17日で、血液型はRh+のAB型。当時は高校2年生、17歳。過去に両親を悪霊に取り殺されてしまう。その際、悪霊を祓った諫山奈落に引き取られ諫山家の養女となる。優秀な退魔師へと成長し、対策室のエージェントとして所属し精力的に怨霊調伏を行い、対策室の主力メンバーに数えられるようになる。養父である諫山奈落を尊敬しており、身寄りの無い自分を引き取り育てくれたこと、諫山家に代々伝わる頭首の証である宝刀「獅子王」を授けてくれたことを感謝している。奈落の信頼と期待に応えるため、退魔師の使命と諫山家の宿命を果すこと、そして「神楽を守ること」を自分の存在意義としていたはずだったが、三途河の暗躍により神楽に殺害される事になる。

飯綱 紀之（いづな のりゆき）
声 - 高橋伸也
心霊業界の情報屋で、元・対策室のエージェント。長髪で、ニット帽を被っている。攻撃力は高くないが管狐を複数使役し情報採集や戦闘に使用する。また、紀之本人も法術や封印術に精通しており、豊富な知識と用途に応じた多彩な技術は高い実力をうかがわせる。本人曰く血筋のため、嗅覚が人並み優れている。三途河との戦いで目に毒を受けており、それ以来完全に視力を失っているも、管狐との連携でなんとかそれをカバーしている。
家は無く野宿生活を送っており、裏社会の人間に詐欺などの犯罪をしていることから、危ない筋の人から追われている。自他共に認める変態。岩端曰く「害虫」。黄泉とはかつて許婚で、神楽とも付き合いが古い。剣輔に対して、過去の自身と重ねて観ている所も多く、かつての自分と同じ思いをしてほしくないため、覚悟を促すなど色々世話を焼く。
四天王の一人、服部との戦いで殺害されてしまうが、その後内蔵の力で悪霊として復活。なおも黄泉を拒絶しようとする世界と敵対する。
全てが終わってからは成仏のタイミングを逃した事もあって普通の霊に戻り、黄泉達と仲睦まじく暮らしている。
- 『-零-』では、当時現役の高校3年生。年齢は18歳。ニット帽は被っていない。黄泉とは犬猿の仲ではありつつも許婚の関係であった。次第に惹かれあっていったが、自分の目の前で一騎を殺害された後は対策室を抜け出す。最終回終盤直前までの性格は高校生離れした落ち着きのある立ち居振舞であったが、2年後には原作のような性格になっていた。

帝 京子（みかど きょうこ）
対策室のエージェント。式神使いで法術（帝釈天の力を利用した雷撃系）も使いこなす。室長の孫で清明を祖とする“土御門家”が母体の陰陽道本家の少女。眼鏡っ娘。人員不足の対策室の戦力強化のため京都から呼ばれ上京したことになっているが、他の理由があるらしい。
神楽を超えることを目標としているが、同時に尊敬もしていて、剣輔が神楽の中の白叡を消す提案をした際も協力を約束している。
年齢は剣輔と神楽より1歳年下。剣輔たちの学校に入学してくる。
峰不死子（みね ふじこ）
本名は帝富士子（みかど ふじこ）。対策室・室長。戦後対策室を立ち上げた人物。関西支部室長と夫婦だが別居している。帝京子の祖母で、複数の飛び道具を霊力により自在にコントロールして戦う。頭髪はなぜかカツラで、その中から武器（法輪）を取り出す。若い頃は美女であった。
- 『-零-』ではシルエットと、最終回ラストの原作冒頭時点での室長として登場。『-零-』当時は神宮寺菖蒲に室長の地位を譲り引退していた。

岩端 晃司（いわはた こうじ）
声 - 稲田徹
対策室の現場責任者でベテランの退魔師。霊能力者としては下位の部類に入るらしいが戦闘経験豊富で、銃器系から手に装備するドリル式退魔具、アタッチメントドリルなど数々の退魔武器を扱う戦いのプロフェッショナル。陸上自衛隊を経てアメリカの傭兵会社に入社。戦場を転々としていたところを室長にスカウトされた元傭兵。最後にいた部隊は悪霊がらみで壊滅されたらしい。厳つい顔にモヒカンと髭に左側寄りに大きな十字の傷跡で、がたいがいい。同性愛者であり、剣輔を狙っているような描写も見られる（よくその事をNG集でネタにされている）。紀之曰く「ホモ親父」。
- フルネームは『-零-』で判明。また幼い神楽に餞別として舞蹴拾弐號を与えたのも彼である。終盤で仲間達と共に悪霊化した黄泉と交戦するも負傷し顔に大きな十字傷を負う（アニメでは一騎死亡後に傷跡が出来るが、原作では黄泉がまだ仲間で一騎が存命の頃から既に傷跡があり理由は不明）。現在はかなり疎んでいるが当時は紀之も狙っていた発言がある。また、一騎に対しても頬を赤らめ「いいケツしてんな」と評していた（一騎からは「俺を･･･そういう目で見るなぁー！」と返されている）。

ナブー
声 - 若本規夫
アフリカのシャーマン。紛争で家族を亡くしその怒りから戦争に参加し、戦場で岩端に命を救われ対策室に誘われた。人並み以上の身体能力と、大型のライフルの形をした退魔具独鈷杵リボルバーを使用して戦う。
呪禁道との戦いで負傷し、死亡したと思われる。
- 『-零-』では双子であった。兄弟まったく同じ風貌で見分けがつけられない。おまけに出身民族の風習で兄弟とも同じナブーと言う名前。会話は大抵「ナブー（は）○○」、「ナブーも○○」と順に話す（後者の方がややコミカルなニュアンスになっている）。終盤で黄泉との戦いで一方が死傷している。アニメ後の原作の神楽の回想で他の対策メンバーのアニメオリジナルキャラクターのメンバーも登場する中、兄弟ではなく1人で登場しており、その後もそのような描写は無いため原作ではアニメの兄弟設定はオミットされているようである。

桜庭 一騎（さくらば かずき）
声 - 白石稔
『-零-』で初出登場する（アニメ後の原作で神楽の回想で登場）。紀之の親友。性格が剣輔似の二枚目半な人物。
スーツケースの形をした退魔具、斗魅悪狩弐拾参號を用いている。神楽からは「一ちゃん（かずちゃん）」と呼ばれている。
バーでダーツをするのが趣味のようだが、成績はあまりよろしくない。紀之には黄泉を大事にしてやれと助言をしていた。悪霊化した黄泉により殺害される。
神宮寺 菖蒲（じんぐうじ あやめ）
声 - 相沢舞
『-零-』で初出登場する当時の対策室・室長（アニメ後の原作で神楽の回想で登場）。車椅子に座った美女。元室長の峰不死子の後を継ぎ対策室を監督している。片足にはガトリング砲を装備し、車椅子の車輪には刃物が仕込まれ、タイヤには退魔式の術式の紋様が刻まれている。独特の雰囲気を持ち、つかみ所のない性格で、親しい間柄の人間（霊獣も含むこともある）は基本的に「〜ちゃん」と呼んでいる。最後は黄泉に殺害されかかるも見逃され、幼児退行を起こし病院に入院中の桐の元に訪れては桐の遊び相手となっている模様。
二階堂 桐（にかいどう きり）
声 - 土谷麻貴
『-零-』で初出登場する（アニメ後の原作で神楽の回想で登場）。神宮寺菖蒲の秘書で愛称は「桐ちゃん」。21歳でクールビューティな風貌だが、性格は本人が気付かないうちに他人への気配りができるお茶目な人物である。「冷たくてやさしい人」とは神宮寺室長の弁。戦闘能力もあり、クナイとワイヤーを駆使した戦闘を得意とする。黄泉相手に善戦したように見えるも、全く通用せず重傷を負う。その後は戦いの後遺症か記憶を失って幼児退行を起こしてしまっている。
滝口 ツイナ（たきぐち ツイナ）
外伝『〜追儺の章〜』（本編の少し前）での主人公。恋で想いが昂ると、触れている人間や悪霊などから霊力を吸い出し、自分の力とできる特殊能力を持つ少女。この能力のせいで彼氏ができてもすぐに病院送りにしてしまっていたが、転入早々帝綜左衛門に恋をし、もっと親密になるために、紀之を師として、半年以上の対策室のバイトを経て、正式採用となった。飯綱から譲り受けた霊槍万寺巣（バンデラス）を使う。家族構成は父、母、弟だが、霊感があるのは彼女だけ。本編登場時には髪の毛が黒から赤に変わっている。
上記の通り、経歴が剣輔と酷似しており、霊力においても帝から彼と似ていると指摘されている。その理由は作中で明らかとなる。
年齢は剣輔と神楽より1歳年上。
本編にも登場し、綜左衛門を補佐するのみならず、剣輔や神楽達と共に戦うことになる。
帝 綜左衛門（みかど そうざえもん）
陰陽道本家の跡取り息子。帝京子の兄。関西支部次期室長候補。ツイナが転校した高校の生徒会長も務めている。朱悪津（シュワルツ）という頭が2つある戦国武将の霊を札に宿らせた式神を使う。中学生の時、戦闘中に自分のミスで両親を死なせてしまった過去から、当初は素人のツイナを巻き込むことに反対していたが、ツイナの成長に合わせ、少しずつツイナのことを認めていく。名前で呼ばれることが大嫌い。少々女が苦手な所もある。
本編終了後は心霊庁長官となり、ツイナにプロポーズしている。
帝 伊右衛門（みかど いえもん）
環境省超自然災害対策室関西支部長。本編及び『追儺の章』の双方に登場する。不死子の夫だが別居中であり、京子や綜左衛門の祖父でもある。
戦闘においては帝家の最強の式神である「十二神将」を使役する。
長老会
貴婦人風の北海道支部長、アンコウのような外見の東北支部長、大柄な女性である九州・四国支部長、そして関西支部長である伊右衛門の四人という陰陽道分家の当主で構成された会。有事の際には不死子を含めて会合を開く。
四天王
各支部長の息子・娘である当主後継者最有力候補で、以下の三人に綜左衛門を加えた四人から成る。いずれも非常に高い戦闘能力を持つ。なお、綜左衛門以外の三人の名前は『0+』で初出。
- 渕間 慶太は九州・四国支部長の息子。褐色肌で眼鏡をかけた筋肉質の青年。体に霊力を増幅させる真言を刻んでおり、それを利用した強力な弓矢を武器とする。
- 服部 忍は北海道支部長の娘。ゴスロリ風の衣服に身を包んでいる。元お庭番衆の家系であり、スカートの中に隠した武器を用いた忍術で戦う。
- 白鳥川 麗美は東北支部長の娘。父によく似た外見をしている。なまはげの面をつけて感情や感覚を遮断する「鬼面衆」の家系。自身の身の丈より大きい太刀を武器として扱い、マイケルを一撃で下すほどの腕を持つ。

### 退魔師
土宮 雅楽（つちみや がらく）
声 - 小村哲生
『-零-』で初出登場する（アニメ後の原作で神楽の回想で登場）。土宮家の27代当主。土宮神楽の父。分家の纏め役であったが、先代の頭首であった妻が悪霊との戦いで命を落としたため、頭首を継ぎ、白叡を継承したため戦いの最前線に趣くことになる。白叡の霊力元として封印処理された殺生石の欠片を左手に埋め込んでいる。神楽を幼い頃から厳しく鍛えており、ほとんど修行のときしか会話をしたことがなかった。神楽には、対除霊に成功し体にわずかな傷を負っただけでも、手に折檻をするなど厳しい面もあるが、それは負けはすなわち本人の死と罪のない人々を何千人と死に至らしめるからとの、大勢の人の命の重みを知ればこその情の深さ故である。そして何よりも娘の神楽を大切に思っているからこそで少しでも長く生きてほしい思いからであった。神楽のピンチに駆けつけ一時黄泉を追い詰めるも、神楽の躊躇を黄泉に付け込まれ、白叡で神楽を守らせたその瞬間に致命傷となる一太刀を浴びてしまう。命が後わずかになり、神楽との心の奥底にあったわだかまりをわずかな時間ながら親子水入らずの会話をし解消する。その後、殺生石と白叡を神楽に預け絶命する。
土宮 舞（つちみや まい）
『-零-』で初出登場する（アニメ後の原作で神楽の回想で登場しているが、布団に寝かされた死体の状態で登場しており、顔は白い紙を被せられはっきりと見えない）。土宮家の26代当主。土宮雅楽の妻であり土宮神楽の母。3年前（-零-時点で）の悪霊との戦いで還らぬ人となる。絵と名前はアニメ初登場。
土宮 瑠璃（つちみや るり）
土宮家の25代当主。土宮神楽の祖母。空襲で両親を無くし、幼い身でありながら白叡を継承する事となる。空襲を生き残り、戦後の過酷な環境の中で生活をしながらも若き頃の富士子（当時18歳）と共に悪霊の除霊活動をしていた。対策室創設期のメンバーの1人であり、また対策室創設の際1番の功労者でもある。
諫山 奈落（いさやま ならく）
声 - 麦人
『-零-』のみに登場する。諫山家頭首。諫山黄泉の養父。黄泉の実の両親を襲った悪霊を祓い、残された黄泉を養女として引き取った。黄泉を実の娘のように大切に思っており、黄泉が幸せになってほしいと願っている。頭首を継いだことにより前線に趣くことになった雅楽の代わりに分家の取り纏め役に就く事になる。過去のお務めで左腕を失ってからは第一線を退いている。雅楽とは古くからの友人。
殺生石を埋め込まれ欲望のままに暴走した冥により、人外の怪力で生きながらにして素手で臓腑を引き摺り出され苦しみの内に絶命する。
諫山 幽（いさやま ゆう）
声 - 石森達幸
『-零-』のみに登場する。諫山奈落の実弟。諫山の務めである退魔の道を拒み、諫山家の面汚しと見なされている。一方、諫山の血を引いていない黄泉を諫山家当主にしようとしている兄に反対し、実娘であり諫山の血を引く諫山冥を次期当主にと進言する。
殺生石を埋め込まれた黄泉により、冥が奈落を嬲り殺した意趣返しとして、奈落と同じく人外の怪力で生きながらにして臓腑を素手で引き摺り出され絶命する。
諫山 冥（いさやま めい）
声 - 田中涼子
『-零-』のみに登場する。諫山幽の実娘。退魔の道を拒んだ父と異なり退魔師としてかなりの能力を持つが、対策室からのスカウトを断りフリーで活動している。薙刀の使い手。表面上は平静を装っているが、養女でありながら諌山当主と目される黄泉には不満がある様子が垣間見える。
三途河との戦闘で油断に付け入られて敗北。殺害されるが、体内に埋め込まれた殺生石の力によって蘇生し、殺生石が増幅・発生させる暗い感情を表す悪霊と化し奈落を殺害。諌山家家督相続の際、黄泉から獅子王を取りあげた後、一度は正気を取り戻すも、カテゴリーAの悪霊として出現する。黄泉との対決で獅子王・乱紅蓮と殺生石の再生能力を駆使し、今まで心の内にしまいこんでいた黄泉と奈落への恨みを爆発させ黄泉を追い詰めた。しかし後一歩のところで殺生石との不適合が生じ治癒能力を失い戦いで受けた傷が噴出してしまう。黄泉にその隙をつかれ逆転、その際に正気を取り戻し命乞いをするが、奈落を殺害したのが冥だと知り憎しみに駆られた黄泉には聞き入れられず殺害される。その後殺生石が剥離した後、戦闘で切り刻まれ殺生石の力で治っていた傷が元通りになり死体はバラバラになった。
飯綱 紀定（いづな のりさだ）
声 - 城山堅
『-零-』のみに登場する。飯綱紀之の父親。退魔師としての実力は不明。しかし紀之の「親父には逆らえない」と言うセリフから、相当の威厳のある人物であることがうかがえる。紀之と黄泉の縁談を望むが、黄泉が当主にならないと分かると婚約を解消してしまう。

### 呪禁道
忌野 静流（いまわの しずる）
呪禁道宗家次期頭首。霊獣・黒四駑（クロフォード）を使役する。霊獣の使役だけではなく、体術の腕も立ち、またお家柄銃器の扱いも慣れている。殺生石を狙う傍ら、学生を楽しむために剣輔と神楽の高校に転入してくる。素晴らしいプロポーションを駆使して剣輔を誘惑し、呪禁道に引き抜こうとアプローチをかける（半分は神楽への嫌がらせ）。産まれたときから裏の世界の住人で、その身の立場の責任と義務感に囚われている。天然で攻撃的な性格をしており、後先を考えず行動することもしばしば。剣輔曰く「天然危険物」。
九尾の狐の力を手に入れるため、殺生石を集めることに躍起になっている。そのため剣輔と神楽の所持する殺生石を狙って、神楽と剣輔を賭けてどっちが多くの殺生石を回収できるか勝手に決めて競い合っている。
刹那による内部分裂で組織に裏切られて、剣輔と神楽達と合流後行動を共にすることになる。戦いの中で、偽りの強さではなく、本当の強さを見出し始める。九尾の事件後は飯綱と共に除霊のバイトを受ける旅に出た。マイケルの家へ行く途中で神楽と四天王の戦いに遭遇し、神楽達と共に戦う。服部忍に左手の指を親指以外切断されてしまう。
二年後には剣輔らと同様に心霊庁で働いているらしく、左手には黒い手袋をはめている（指は外見上元に戻っているが、再生したのか義手なのかは不明)。
頭首
呪禁道宗家頭首。静流の父親。峰不死子と戦ったことがある。内部分裂で刹那に殺されてしまった。命を落としかける間際に最後の力を振り絞り静流を逃がした。
忌野 刹那（いまわの せつな）
静流の姉。頭首だった父親を殺して、呪禁道宗家頭首の座に就いた。チベットの寺院で手に入れたサトリの眼を右目に入れており、相手の思考を読むことができる。しかし、この能力を恐れた実の父である頭首に何度も殺されかけた過去を持つ。また、誰も信用できない環境におかれ、鬱憤が溜まっていた模様。玉藻S'ガーデンでの戦いで悪霊化しながらもそれを凌駕して、神楽達を追い詰めるが、同じく悪霊化した神楽によって倒される。肉体に戻った後、暴走した九尾によって右腕を失うが、その後姿を消した。
エピローグには二年後の姿が描かれている。

### 悪霊・敵対勢力
諫山 黄泉
鬼童丸（きどうまる）
黄泉に付き従う2体の側近の内の1体で、強力な鎧武者の悪霊。武器は刀。人間を殺すことに抵抗が一切無く、殺し方も残虐。京子と一騎討ちで戦いお互いに致命傷を負い、最期は神楽の白叡によって喰われた。
三途河 カズヒロ（みとがわ カズヒロ）
声 - 松元恵
殺生石に精通している謎の少年。巫蟲術を使う家系。棒手裏剣の使い手。「超災対策室」の海外派遣チームにいた少年で、父親である三途河教授と母親と共にバチカン市国の大聖堂をバックに一緒の写真に収まっている。記録上は、飛行機事故で死亡したことになっていた。
左目に殺生石が埋め込まれている。生きながらにしてその殺生石に囚われており、霊体ではなく、成長も止まっているが実は外見年齢は自由に変えることができる。子供の姿をしているのは相手を油断させやすくするためであった。
黄泉に殺生石を与えたのも彼であり、各地で暗躍し資質のある者に殺生石を与え九尾の狐の継承者候補に仕立て上げ、九尾の復活を目論んでいる。玉藻御前に後継者を決める戦いの幹事を任せられているため、玉藻S'ガーデンに入る方法を唯一知っている人物。元々は殺生石を管理する家系の出身で、家族と共にバチカンで殺生石の探索を行っている中で偶然にも殺生石を見つけ出してしまい、そこで玉藻御前に対面した。後継者を探し出す代わりに望みを叶えることを条件に今回の事件を陰で操っていた。九尾の狐の継承には興味が無く、多くの者の運命を狂わせ犠牲者を出してまで叶えようとした真の目的は、除霊中に殉職した母親を生き返らせ、愛する者と共に生きるために九尾の力で世界の理を破壊し闇に生きる者の宿命を断ち切ることであった。
巫蟲術と霊獣の動きを封じる棒手裏剣状の退魔手裏剣を使う。
最期は生き返らせた母親に印を槍で突き刺され共に消滅した。
- 『-零-』でも登場。多発する悪霊絡みの事件の裏に姿を見せ暗躍していた謎の少年。神楽の母、土宮舞が命を落とした3年前の除霊作戦で取り逃がした怨霊。近年霊力分布観測班が観測した特異点の正体。怨霊の事件が増加したのは、彼が持つ殺生石に惹かれ、怨霊や悪霊や妖怪などが集まってくるためであった。

岡間 斬九郎（おかま ざんくろう）
黒の巫女の護衛の一人。剣士。オカマ口調。剣輔の前世の少年を拾い、剣士として育てながら共に旅をしていたが殺生石に魅入られて悪霊化し、少年剣士に斬られるという過去を持つ。そのため剣輔と因縁めいた戦いを繰り広げ、最期は剣輔を麒麟から庇って消滅する。
服部 内蔵（はっとり ないぞう）
黒の巫女の護衛の一人。忍者。悪霊となった御庭番衆の服部家の縁者。重傷を負った飯綱と融合することで助けた。

### その他の登場人物
田中（たなか）
剣輔の友人の一人（剣輔の友人は他にも存在するが、名前が公表されているのは彼のみ）。スキンヘッドでメガネという容姿だが、後に髪は伸びていっている。ムードメーカーであり、剣輔と泉が二人きりになった際に気まずい空気が湧いたときにも彼の登場を頼っていたほど。元は霊感が皆無だったものの、剣輔らと行動してるうちに霊が見えるようになった。度々オチ（締め）に使われることもある。
マイケル・小原（マイケル・こはら）
声 - 平松広和
日本に永久滞在を許可されたオーストラリア出身のフリーの刀匠。普段は山奥の工房から出ず、自然と一体となるためにフンドシ一丁で過ごしており、都会に出る時もその格好のため、最初は警察に捕まっていた。過去にも何度も捕まっており、その度に対策室によって釈放されている。舞蹴拾弐號、打杯28號、舞蹴レボリューションを打ち上げた人物。対策室の武器の殆んどは彼が製造に携わっているためメンテナンスなども手がける。作る武器はどれも強力だがアーティスト気質のために少し変わった形（武器と言う形より日用品や工事現場でつかっていそうな物など）のものが多い。自分が打ち立てる武器をわが子のように愛している。中級（ミドルランク）の霊能者でもある。剣輔を「ケンスキーさん」と呼ぶ。
- 『-零-』でも登場。神楽が刀の手入れの最中に突如現われ刀の手入れには椿油か丁子油を使うべきであると説きながら迫ってきた。その異様な格好から恐怖を感じた神楽に手入れに使っていた錆止めスプレー5-57（KURE 5-56のパロディー）を顔面にかけられる。

磯山 泉（いそやま いずみ）
封鎖地区の学校から剣輔達の学校に転校してきた少女。その容姿は黄泉に瓜二つであるが性格は正反対、引っ込み思案で暗く、謎の多い少女。戸籍も本物で指紋も黄泉とは一致しないが、無意識の中に神楽に対して異様な執着を見せるなどの行動を見せる。弱い霊は見えないが、霊感があり霊力は相当高い。
九尾の狐が起こした災害で父親を亡くしており、その朝に喧嘩別れしていた事を後悔していた。後に悪霊と化した父親と再会するも、ツイナによって消滅させられている。その際、黄泉と魂が融合している事が判明し、対策室に監禁された。後に神楽に助け出され逃避行をする中で、人格を黄泉に取って代わられる。ただし完全に支配されている訳でもなく、本人は落ち込んで出てこないだけであり、最終決戦の際に黄泉を説得する為に語りかけた。
全てが終わってからは対策室の非戦闘要員として就職している。
宝生 アオイ（ほうしょう アオイ）
『-零-』の回想シーンのみに登場。
トオルの恋人。故人。殺生石に操られ、トオルを襲おうとしたが、彼の手で射殺された。
柳瀬 千鶴（やなせ ちづる）
声 - 堀川千華
『-零-』で初出登場する（アニメ後の原作で神楽の回想で登場）。中学時代での神楽の友人。水泳部所属。髪型は短いポニーテールで明るくハッキリとした性格。あだ名は「ヤッチン」。
魍魎に操られた美鈴先生を除霊した現場に居合わせ、神楽を厳しい言い方で問い詰めるがそれは神楽を心配してのことであって、彼女なりの優しさであった（しかし、神楽は自分が憎まれていると思い込んでいた）。また美鈴先生に憧れていたこともある。10話においては美紅と共に黄泉が行方不明になって落ち込んでいた神楽を励ました。
真鍋 美紅（まなべ みく）
声 - 升望
『-零-』で初出登場する（アニメ後の原作で神楽の回想で登場）。中学時代での神楽の友人。千鶴と同じく水泳部所属また保健委員でもある。髪型はウェーブの黒髪でおっとりとした性格。一見気弱そうであるが、いざとなれば芯の強さを見せる。あだ名は「ミク」。
魍魎に操られた美鈴先生を除霊した現場に居合わせ、対策室の存在や神楽の家の事情を知ることになる。
中林 美鈴（なかばやし みすず）
声 - 篠原恵美
『-零-』のみに登場。神楽の学校の優しい保健医。魍魎に操られた死者の肉体（カテゴリーD）になったところを神楽に除霊される。学校では表向きで交通事故で亡くなったと伝えられた。
板橋 香奈（いたばし かな）
声 - 増田ゆき
『-零-』のみに登場。美鈴亡き後に登場した後任の保健医。雰囲気が美鈴と少し似ているところがある。

### 防衛省・超自然災害対策本部・特殊戦術隊・第四課（特戦四課）
テレビアニメ『喰霊-零-』のみに登場するオリジナルキャラクター。全員第1話のラストで死亡する。テレビアニメ版『東京ESP』でも活躍が描かれている。
観世 トオル（かんぜ トオル）
声 - 前野智昭
第1話での主人公。
内部通称は特務77。25歳、身長178cm。体重65kg。誕生日は11月24日。
銃の扱いに長けている。使用する武器は摩尼弾を使用する特別仕様のワルサーP99レーザーサイト付きと対物ライフル。
かつて恋人のアオイに殺生石を埋め込んで殺害した悪霊を憎み、青い蝶の羽根を手がかりとして追っている。その際、黄泉と出会っている。勘が鋭いようで、恋人を死に追い遣った犯人に関わっているかが解るようである。
春日 ナツキ（かすが ナツキ）
声 - 喜多村英梨
第1話でのヒロイン。
内部通称は特務33。21歳。身長165cm。体重52kg。誕生日は2月7日。
トオルの相棒的存在で、恋人を殺された彼のことを気にかけている。ロングヘアが特徴。バイクの扱いに長けており、退魔用に特殊装備を施したバイクを使用する（作中ではマニホイールとワイヤーが登場）。レッド・ツェッペリンを信心している。全人類が霊を見ることができれば皆が信心深くなり争いが無くなる、という考えを持つ。悪霊化した黄泉により殺害される。
進藤 マサキ（しんどう マサキ）
声 - 柿原徹也
内部通称は特務55。25歳。身長173cm。体重60kg。生年月日は8月11日。
トオルの悪友。情報戦に長けている。軽い口調が特徴で、優しげな顔立ちに似合わず発言はかなり辛辣。チームのムードメーカー。主にクドウと共にティルトローター式ヘリコプターへ乗り込み、上空からの支援に従事している。悪霊化した黄泉により殺害される。
葛野 クドウ（くずの クドウ）
声 - 小山力也
特戦四課でもっとも若い番号を持つリーダー。内部通称は特務11。年齢35歳。身長193cm。体重98kg。誕生日は12月15日。
爆発物の知識が豊富で処理に長けているため、爆発物処理を主な任務とするが、マサキと共に上空からの支援も行う。質実剛健な性格と大柄な体格のため、皆からの信頼も厚い。悪霊化した黄泉により殺害される。
和泉 マミ（いずみ マミ）
声 - 矢作紗友里
特務四課のオペレーター。18歳。身長148cm。体重39kg。誕生日は9月9日。
司令車からの後方支援のオペレートを任務とする。チームのマスコット的存在で、皆から可愛がられている。カテゴリーCの魍魎に憑依されてキリヤを殺害させられた後、そのまま自殺させられた模様。
金春 キリヤ（こんぱる キリヤ）
声 - 宮本充
特戦4課の司令官。39歳。身長175cm。体重59kg。誕生日は6月13日。
マミと同じく司令車からの後方支援を担当する。冷静沈着な切れ者で防衛省のお偉方にもへりくだらない皮肉屋。大胆かつ綿密な作戦を考案する。魍魎に憑依されたマミにより殺害される。

## 人間以外

### 霊獣
白叡（びゃくえい）
狗神と呼ばれる霊獣。白い毛並みで狗の頭に龍のような長い首を持ち、身体の至る所が鎖で巻かれている。愛称シロ。原作の第15話では封印前の白叡が描写されている。その時は現在のような姿ではなく獣の胴体に2本の首と2本の尾を持つオルトロスのような姿だったことが分かる。喰霊の基盤となった霊獣だがその起源は古く資料が少ないため謎が多い。
調伏された九尾の殺生石が複数集まって生まれた殺生石の集合体で、一般の悪霊に比べ圧倒的な妖力を持つ。だが、その力に目をつけた者たちによって捕らえられ「悪霊によって悪霊を喰らう呪われた最終兵器」として神楽の先祖の体内に封印された。これを喰霊計画と呼び、それ以降は土宮家頭首へ代々引き継がれていく事となる。神楽は前頭首である父親の雅楽から受け継ぎ、父親の前は神楽の母親が受け継いできた。封印した者の魂と繋がっているため白叡自身が傷付くと術者も影響を受ける。また、腹が減ると封印を破ろうと暴れるため、封印を維持するためにエサ（霊体）を定期的に与える必要がある。宿主の魂を食い続け、また、悪霊との戦いの最終兵器であるため、土宮家は歴代の最凶の敵と戦うことになる。ゆえに土宮の人間は短命が多い。
“不滅なる者”との戦いでピンチに陥った神楽が禁じられている白叡の封印解除をしようとしたため封印に綻びができたらしく後に白叡暴走のきっかけとなった。しかし、神楽により再封印された後は首が2本になり、より強力になった。
その核（コア）となっているのは殺生石であり、殺生石を失えば消滅するとされているが、過去数百年、その所在は確認されていなかった。しかし、玉藻S'ガーデンでの戦いで殺生石の共鳴によって胸部に露出、刹那に奪われた。その後、神楽と共に消滅すると思われたが、なぜか消滅せず、真の姿と思われる状態（前述のオルトロスのような姿ではなく、巨大な犬のような姿）となった。その行動は内側から宿主を喰らい続ける喰霊とは対極で如何なることがあろうと宿主を守護する。ガレキや、九尾の体でさえ己の力とする。
神楽が記憶を失った後は小さな子犬の姿となり、戦う力を失ったが、謎の闇の獣との戦いでは一時的に真の姿となり、尾から剣のようなものをとりだして戦う。なお、その剣は尻尾から取り出し可能で神楽の武器として使用されており、白叡が使う際は通常の剣の形を取るが神楽が霊気を通すとライトセーバーのような2本の光刃が伸びる。
子犬の姿になってからはほぼ神楽のペットのような状態で宿主の神楽の体から自由に出入りしており、目を離すと何処かにいってしまう（宿主は犬小屋状態）。衝立て狸とは仲が良い模様。
モデルとなったのはネバーエンディングストーリーのファルコンとのこと。
鵺（ぬえ）
宝刀・獅子王に宿る霊獣。赤い獅子のような巨大な獣の姿で、尾は無数の蛇。悪霊と化した後の黄泉にも昔と変わらず付き従う。最期は剣輔によって倒された。アニメでは乱紅蓮（らんぐれん）という名前が付けられている。
管狐（くだぎつね）
飯綱紀之の霊獣。イイズナ（イタチの一種）の姿をしている。複数を同時に使役することができる。高速で突進し、敵の身体を貫くことができる。管狐の目や耳を通し、遠方の情報を得ることもできる。
アニメでは黄泉ともめた時に100匹以上を同時に使役しようとした。
飯綱家の能力者は数を増やし次の代に継承することを使命とする。
衝立て狸
弐村剣輔の霊獣。名前はまだ無いらしい。元々はつがいだったが、恋人を殺生石によって失ってからは剣輔と共に行動している。恋人を失った経験から神楽を救う事に逡巡する剣輔を激励する（ただし理解されていない）など、中身は男らしい性格。鳴き声は「ポゴ」
戦闘では塗り壁に変身し仲間をサポートしている。非常に頑丈で、作中ではほとんどの攻撃を防いでいる。ただし、塗り壁以外の変身はあまりうまくはなく、それにより剣輔は必ず不幸な目にあう。
全てが終わった後、悪霊に追い回されていた恋人の霊と再会している。
黒四駑（くろふぉーど）
鉄刀に宿る雷獣。静流が使役する鯰のような姿の霊獣。作中の霊獣の中では鵺よりも強力らしく、使用には多大な霊力を必要とするため、殺生石無しには一発の雷を放つ事が限度。後に修行で強化されたのか、静流は日常生活などでも利用している。
静流とは、神楽と白叡のような服従の関係であったが、それを越えた絆があったらしく、殺生石を失った静流の呼びかけにも応じている。
愛称クロ。
水虎
刹那が使役する霊獣。水を操る。剣輔によって倒された。
九尾（キュウビ）
1140年頃に京都に現れた寄生型の霊獣。先代の継承者は玉藻御前。前回は陰陽師によって調伏され、殺生石となって各地に散らばった。
“生と死を操る”禁断の能力を持ち、不老不死となることも可能。正体は“物質を分子レベルで操ることができる破壊と創造の神”。九尾の目覚めは新たなる時代の幕開けとも言われる。不死の獣であるため、止めるには宿主を殺すしかない。
数千年間、何十憶という怨霊を取り込んできた超高濃度の霊体で霊感が無くても視えるほど強く、映像にも残る。触れたものを全て分解、消滅させる能力を持つ。またQBナイン（キュウビナイン）という最強の硬度を持つ9つの仮面が宿主の守護者（ガーディアン）となる。
今回は神楽が継承し、東京を襲うが、剣輔の活躍で宿主との接続部位を破壊され心を取り戻した神楽の白叡に体を吸収され、消滅した。
麒麟（きりん）
白叡と対を成す、一角の黒い獣。黒の巫女である黄泉を守って行動する。その力は非常に強力で、白叡と神楽を結ぶ鎖を断ち切るなどして苦しめるも、最後は舞蹴レボリューションに篭められた神楽・剣輔・ツイナの霊力で消滅した。

### 悪霊・妖怪
酒呑童子（シュテンドウジ）
第1話に登場。捨て子の霊の集合体で、巨大な赤ん坊の姿である。白叡に喰われる。
鎌鼬（カマイタチ）
第2話に登場。鋭い鉤爪を持ち、俊敏。白叡の攻撃を風に乗って避けたが、剣輔の居合いにより真っ二つにされる。
火車（カシャ）
第3話に登場。高速道路で連続車輌火災事件の原因。燃える車輪の車を馬に引かせて椅子にふんぞり返って座っている。本体の額には「BURN」、馬の首には「HIGYWAY STAR」と書かれている（双方、ディープ・パープルの楽曲名）。神楽と京子の連携で退治される。
『-零-』でも登場。デザインは変更され、巨大な爬虫類のような姿をしている。カテゴリーB。初めは、カテゴリーCの大群を率いて消防隊および特戦1課を襲ったが、霊水を浴びた後、トオル・ナツキの連携攻撃で倒された。その後、巨大化して再び現れたが、外郭放水路による大量の霊水を使用した、特戦4課の大胆な作戦により沈黙。しかし、再度復活し、災害活動を繰り返したが、環境省・超自然対策室のメンバーによって山手線高架下に張った結界に追い詰められ、神楽に一刀両断され、完全に消滅した。
雪女（ユキオンナ）
第5話に登場。雪山で雪崩を起こしたりするゴリラのような妖怪。複数存在する。
付喪神（ツクモガミ）
第6話に登場。東京湾の埋立地に投棄されているゴミの集合体。伸び悩んでいた剣輔が強くなるきっかけとなり、両断された。
天狗（テング）
第9話に登場。“不滅なる者”と呼ばれている。黄泉によると、森羅万象を司る大地の精霊・善悪や生死の概念からも外れた完全な霊体・異国で言うなら天使や悪魔。
消滅させることが不可能なため、数百年も前から封印されていた。永年の封印で思考と霊力が落ちてしまったため、完全な復活はできず、上半身しか解放されなかった。封印されている場所は日比谷公園。なぜか英語で喋る。額の角には「BOSS DEATH」と書かれている上、胸には片言の日本語で文章が刻まれている。
栄螺鬼（サザエオニ）
第13話に登場。海で死んだ人間らの魂を集めて幽霊船を操っていた本体。海に沈んでいたクズ殺生石を吸収したため、驚異的な再生力を誇る。剣輔の新しい武器で退治された。殺生石は対策室が入手した。
泥田坊（ドロタボウ）
第14話に登場。泥や土砂を操り、雨の日に本領を発揮する。交通事故で土砂崩れに巻き込まれた田中の父が殺生石を拾ってしまったため取り憑かれた。黒四駑の雷撃で倒された。殺生石は静流が入手した。
衝立て狸（ツイタテタヌキ）
第16話に登場。霊感が強くて貴重な種。つがいの狸で、メス狸が殺生石を拾ってしまい力が暴走、悪霊化してしまったメス狸は人間の思考を読み取って苦手なものに化け襲い掛かる。オス狸はぬりかべに化けることが可能で、鉄壁の盾となってくれる他に重さを活かして対象を押し潰すこともできる。メス狸に襲われた剣輔はオス狸の協力でメス狸の殺生石を取り除くことに成功。しかし、殺生石を失ったメス狸は消滅してしまった。以降、オスは対策室で面倒をみることになる。現在は剣輔が面倒を見ており、「剣輔の霊獣」と言われるほどよくなついている。
海月の火の玉（クラゲノヒノタマ）
第17話に登場。海中に潜む自殺霊の集合体。触手には相手の動きを麻痺させる毒がある。
隠し神（カクシガミ）
第22話に登場。都会に住む孤独の念が生んだ浮遊霊。近づく人間や邪魔なものを透明にする。一定周期で空き家を転々と住み家にする。出現はかなりレア。触ると身体が透明になるが有効範囲があり今回は家の中のみ。次の住処となる空き家が偶然対策室のセイフハウスで、剣輔達に見つかるがその能力を呪禁道の目から逸らすのに一役買った。涙目で抵抗する程、外に出る事を嫌がる。
朧車（オボログルマ）
第23話に登場。電車に取り憑いていた。体内は目と口を出現させることができる。剣輔の舞蹴レボリューションで倒された。
轆轤首（ロクロクビ）
第25話に登場。抜け首で西洋の鎧を着けたケンタウロスのような妖怪。殺生石を持っていた。剣輔達に倒された。
人面魚（ジンメンギョ）
第35話に登場。封鎖地区の瘴気から生まれた悪霊。霊脈を通って都内を移動していた。プールに出現して失神した神楽に襲いかかったが、泉によって両断された。
雪の巨人
第44話に登場。神楽と泉（黄泉）を奈落へ連れて行こうとした。黒四駑の電撃で倒された。
見越し入道
第46話に登場。本体は下半身。ツイナ達に倒される。
七本鮫（シチホンザメ）
『〜追儺の章〜』第1話に登場。鮫の姿をした7人一組の悪霊で、霊能者を襲う。地方によっては七人ミサキや七人同行、種類も豊富で七人シリーズと呼ばれている。その中で親玉と思われる悪霊は、他の6体よりも巨大で、変形が行う。ツイナに倒された。
本編第42話にも登場。サンタの格好で現れた。神楽達に倒される。
ぬっぺっぽう
『〜追儺の章〜』第2話に登場。念が交差する場所で時折起こる霊災害。一度は綜左衛門に倒されるが、生き残りが綜左衛門とツイナに襲い掛かるが、ツイナによって倒された。
平家蟹（ヘイケガニ）
『〜追儺の章〜』第3話に登場。流浪の退魔師が洞窟に封じていたが、効能が切れたことにより復活。瘴気で河童を引き寄せていたが、ツイナと綜左衛門によって倒された。
河童（カッパ）
『〜追儺の章〜』第3話に登場。複数存在する。人に取り憑いて体の自由を奪うことができる。
土蜘蛛（ツチグモ）
『-零-』第4話に登場。カテゴリーB。乱紅蓮の攻撃を受けた後、黄泉によって一刀両断された。その際の破片が民間人を襲ったが、神楽に阻止された。
本編にも登場。泉の瘴気によって作り出され彼女を奈落へ連れて行こうとした。その後再び出現し、泉（黄泉）と紀之を奈落へ連れて行った。
天井嘗（テンジョウナメ）
『-零-』第4話に登場。カテゴリーC。旧銀座線新橋駅のコンクリートの破片に憑いていた。多数で行動していたが、神楽と黄泉によって全て倒された。
山彦（ヤマビコ）
『-零-』第6話に登場。カテゴリーB。通信障害を起こしていた。あらゆるものの姿・音声・行動を真似ることができる。しかし、乱紅蓮の咆哮波を放つ際は本来の姿になっていた。複数で行動していたが、神楽、黄泉、冥に倒された。

## 用語

### 組織・勢力
環境省・自然環境局・超自然災害対策室
通称「超災対策室」。悪霊などが起こす霊的現象を解決するために、政府により設立された機密機関。非公式機関ではあるが一応メンバーは公務員扱いとなるらしい。本部を兼ねる「関東支部」の他に「九州・四国支部」「東北支部」「北海道支部」「関西支部」がある。関東支部は室長・峰不死子を筆頭に巨漢ばかりで構成されている。以前に黄泉が起こした事件により多くのメンバーを失い、ただでさえ近年霊を視認できる人間が少なくなっている上、退魔師育成にも時間が掛かるため、人材不足に悩んでいる。また、霊の存在を疑問視する議員や官僚が多くなり、組織の存続自体が危ぶまれており、室長の手腕によりどうにかもっていたものの、黄泉との度重なる戦いで死傷者が増え、呪禁道の戦いで室長は拉致、襲撃により本部は壊滅、下部組織は壊滅しなかったが身動きがとれず、マスコミに対策室の存在が嗅ぎ付けられ報道規制も困難となり、事実上壊滅してしまう。九尾の事件後は責任を問われ、正式に解散となった。
防衛省・超自然災害対策本部・特殊戦術隊・第4課
通称「特戦4課」。特務小隊は、特務11、特務33、特務55、特務77の4名で編成される少数精鋭の特殊部隊。特殊戦術隊は他に第1課から第3課（略称は同様に特戦×課）があるが、これらの所属隊員は霊の視えるシーカーを使用する。対して特戦4課は機器に頼らずとも霊を視認可能な特殊な人材をスカウトし、徹底した戦闘訓練で鍛えた精鋭中の精鋭である。それ故、年齢性別に統一性がなくややアウトロー感がある。また、他の部隊や上層部からは対策室に近いとの理由で異端視され中には忌み嫌っている者もいる。
超自然災害対策本部は対策室に対する牽制（省庁間の縄張り争い）で設置された経緯がある。また、戦闘のプロであり多額の資金を投じたものの、多くの犠牲者を出し、対策室に比べ戦果が出せずにいる。どうにかカテゴリーC・Dは対処できるものの、それ以上となると特戦4課でないと太刀打ちできない状態。また対策室とは目的を同じくするも、先述の事情から、連携をとろうとしない。
アニメのみの登場。
心霊庁
本編終了後に新たに設立された庁。心霊が世間的に広く認知された事で、霊気圧予想図の配信や除霊を表立って行う事となった。
呪禁道
陰陽五行論などを背景に発展した日本独自の道教呪術。古くは呪術的医療機関に属していたが、奈良時代末期吉備真備によって廃止され陰陽道に吸収されたと伝えられている。その後、政権を追われた呪禁道の先祖は海外へと逃れ、暗黒街に身を潜め、現在では武器販売のシンジケートとなっている。
戦闘は主に呪術の他に銃なども使用するため、対策室とは相性がよくない。
医術と霊術を組み合わせた人体改造を施された異形の構成員達が多く、人間離れした特殊能力を持つ。
地中海の小国ロマトリアの軍事政権にかなりのコネを持っており、大使館をアジトとしている。
忌野静流の父が当主だったが、忌野刹那がクーデターを起こし、以後刹那が当主となり、対策室を解散寸前にまで追い込んだ。

### 武器・道具
舞蹴拾弐號（まいけるじゅうにごう）
空圧式・退魔居合刀。名匠・マイケル小原が打ち上げた使い手を選ぶと云われる退魔刀で、剣輔の使用した最初の武器。使い手の霊力に反応して威力が変化する。手元のトリガーを引くと空気圧により刀身が勢いよく射出され通常使用時の3倍もの威力を発揮するが、剣輔は初めて使用した際その威力に耐えられず肩の骨を脱臼してしまった。「不滅なる者」との戦闘で殺生石の妖力を上乗せした剣輔の剣撃に耐えられず刀身が折れてしまい使い物にならなくなった。
アニメでも登場。白叡を継承する以前の神楽が愛用していた。
舞蹴拾参號（まいけるじゅうさんごう）
アニメでのみ登場。拾弐號の欠点を改良し神楽用調整を施した新型。悪霊化後の黄泉との決戦前にマイケル小原により神楽に手渡された。柄の部分がマガジンハウジング、刀身にオートマチックピストルのようなスライド、切先がマズルブレーキのような形状をしている。火薬の力を使い切先から噴出するガスの反動を使って素早い切り返しが可能。神楽と黄泉の死闘の末、根元付近で刀身が折れてしまう。
打杯28號（だぐらすにじゅうはちごう）
退魔式鉄拳（たいましきナックル）。マイケル小原の製作した退魔用の武器で、打撃によって霊体にダメージを与えることが可能。霊水をスチームとして噴出する機能の他に付属のチェーンの先端にはコンセントプラグに似せた分銅（こちらでも霊体にダメージを与えられる）が付いている。新しい刀が完成するまでの代用品ということで剣輔が使用していたが、舞蹴レボリューション完成後も使用している。見かけは只のアイロンだが、使い方次第では強力な武器になる。
アニメでも登場。当時の黄泉が獅子王を研ぎに出している間使用していた。黄泉曰く「長期戦に向きそうもない」。
舞蹴レボリューション
空圧式退魔刀。マイケル小原が剣輔のために作り出した新たな刀。刀への愛と、生半可でない覚悟がなければ抜けない。また舞蹴拾弐號よりも大量に霊力を食うが、その分威力は絶大で、愛する者を守ろうとする真の覚悟を持ったとき、その思いに応えるかのように、持ち主はおろか九尾の霊力を食らい、放たれる斬撃は空間さえも超越する。
アタッチメントドリル
岩端晃司が主に使用している退魔式着手ドリル。毎分6000回転の破壊力で敵にダメージを与えられる。さらにドリル部分はロケットの原理で飛ばすことも可能。防御面でもかなり優れており、アニメ版の11話では鵺（乱紅蓮）の攻撃を防いでいた。
なお、この名称は月刊ニュータイプ2009年1月号に掲載されていたものである。
斗魅悪狩弐拾参號（とみおかにじゅうさんごう）
桜庭一騎が使用している退魔式スーツケース。内部は3連装マニ車で毎分520回転の破壊力。またCDチェンジャーが付いており宗派に応じて効率的に多数の悪霊を除霊することが可能。
スーツケースということで頑丈にできており近距離での戦闘で殴るなどの活用方法もある。見た目は「悪い」が意外と遠距離、近距離のバランスがとれた退魔具である。
独鈷杵リボルバー（どっこしょー）
ナブーおよび対策室で主に使用されている退魔式リボルバー。弾の種類は特製で口径20ミリの独鈷杵弾が装填されており、装弾数は6発。一般的なリボルバーに比べると、かなり大型ではあるが対策室のメンバーは巨漢揃いなので、特に問題はない。
摩尼弾（まにだん）
チベット仏教のマニ車の原理を応用した退魔用銃弾。弾頭に真言が埋め込まれており、発射時にライフリングの影響を受け、真言に込められた弾丸が回転することにより、特殊な場が発生して徐霊を行う。回転が多ければ多いほどまた高速であればあるほど、強力な力場が生じる。特殊な材質や製法になどにより製造されているらしいが、それについては明らかにされていない模様。
アニメのみの登場。
シーカー
防衛省・超自然災害対策本部・特殊戦術隊で使用されるHMD（ヘッドマウンドディスプレイ）状の装備。一般に見ることができない霊や妖怪などを映像化する装備である。ターゲットの画像はHMD上に直接スーパーインポーズされるように映し出される。イメージセンサーから投影機にいたるまで特殊な技術を使用しているため大変高価である。特戦4課のメンバーはこの機器に頼らずとも霊が見えるため、主に特戦1〜3課の部隊が使用する。
アニメのみの登場。
殺生石（せっしょうせき）
千年前、陰陽師によって調伏された九尾の魂を封印した妖力の結晶。冥や黄泉や剣輔の身体に埋め込まれている（神楽は白叡を制御するため、自ら身体に埋め込んだ）。人の心の闇に感応しやすくまた増幅し、また悪霊を呼びよせてしまう。人体に埋めると、無限の妖力を得られるが、代償として肉体と魂が蝕まれ自我や肉体が滅び、悪霊と化す。小石程度の封印処理されている物は幾つかは存在するが、純粋で大きなサイズの石は、全部で10個存在する。ほとんどが長い年月と経て妖力を失っていたが、殺生石を取り込んだ天狗の叫びが全国に眠る石を呼び覚ました。九尾が継承された後、すべての殺生石がただの石となった。
獅子王
黄泉の使用する日本刀。元は諫山家に代々継がれていた家宝であるが、養女である黄泉に奈落が与えた。
アニメで、マイケル・小原が砥いていることが判明。
なお、獅子王は実在する日本刀。正式には「太刀 無銘（号 獅子王）付 黒漆糸巻太刀拵（たち むめい〈ごう ししおう〉つけたり くろうるしぬりいとまきたちこしらえ）」でもあるが、それと同一かどうかは不明。獅子王は源頼政が鵺を退治した際に近衛天皇から褒美にもらった日本刀である。

### その他の用語
カテゴリー
防衛省・超自然災害対策本部（と超自然災害対策室）では超自然災害の規模を4段階にカテゴリー分けをおこなっており、自然災害である竜巻のFスケールや火山の噴火警戒レベルなどに相当するもので、そのカテゴリーにより周囲の警戒態勢や派遣部隊の規模や装備が変わってくる。
なお、アニメのみの登場。
| カテゴリー  | 特徴                                                                                  | 例                 |
| ----------- | ------------------------------------------------------------------------------------- | ------------------ |
| カテゴリーA | 上級霊。非常に強力な霊力を持つ霊。下位の悪霊、怨霊を操る能力も持つ。                  | 黄泉               |
| カテゴリーB | 中級霊。霊力の強い悪霊で比較的大型のものが多い。カテゴリーCの眷属を従えることもある。 | 火車・土蜘蛛・山彦 |
| カテゴリーC | 低級霊。カテゴリーBより下位の悪霊。                                                   | 天井嘗             |
| カテゴリーD | 人間由来の低級怨霊、屍鬼。                                                            |                    |
玉藻’Sガーデン（タマモズ・ガーデン）
殺生石と繋がる異次元世界で玉藻御前が作り出したプライベート空間。殺生石を持つ者が霊体でのみ入ることができ、入る方法は三途河しか知らない。先代九尾の継承者、玉藻御前の怨霊がいる。同じく殺生石を持つ白叡と神楽しか霊獣を使えず、刹那のサトリの眼も使えない。玉藻の庭とも呼ばれる。
封鎖地区
九尾の消滅によってまき散らされた瘴気が破壊された街を汚染してできた大規模な心霊スポット。奈落とも呼ばれている。応急的に結界が張られているが漏れ出す瘴気の影響で都内を霊的に無法地帯としている。内部には閉じ込められた霊が大勢いる。瘴気のせいで建物が全部黒くなっている。ヘリなどでは空中に視えない壁があるかのように舵がきかなくなり、空から調査することは不可能。

## 東京ESP×喰霊 -SHADOW WALKER-
『東京ESP』のテレビアニメ化を記念した、『東京ESP』と『喰霊』のコラボレーション作品。原作者の瀬川はじめによる公式な内容であり、両作品の世界観が同一であることが明かされている。

## テレビアニメ
2008年10月から12月まで、『喰霊-零-』（がれいぜろ）のタイトルで独立UHF系列他にて放送された。2010年5月からはBS11にてディレクターズカット版が放送されている。全12話。
キャッチコピーは、「愛するものを、愛を信じて殺せるか」。

### 作品概要
原作の過去の世界（原作の5年前頃 - 2年前頃。剣輔と神楽が出会う前）が物語の舞台となっている。そのため、アニメにおいて黄泉と神楽が主役を務めている。
第1話放送時まで、公式ウェブサイト上および各アニメ雑誌においても、「防衛省超自然災害対策本部特殊戦術隊第四課の観世トオルを中心としてシナリオが展開されていく」と報じられ、それに関してのスタッフの座談会が公式ウェブサイト上に掲載されるなど、視聴者に大きなフェイクを仕掛けた演出意図、構成が計られていた。
実際にはトオル達が所属する第四課のメンバーは第1話ラストで全員死亡し（第2話冒頭の前回のダイジェスト、および7話にも登場する）、入れ替わりに第1話に黄泉、第2話に神楽たちが登場し、それからは黄泉と神楽を中心とした話が展開された。第3話放送後には公式ウェブサイトも黄泉と神楽をメインとしたビジュアルに変更された。本編導入の脚本構成のみならず、公式サイトのフェイクまで用意した仕掛けは国内の映像作品、特にテレビアニメーションでは非常に珍しい例である。
首都圏外郭放水路、大谷採石場跡、殺生石史跡をはじめ、東京都内の市街地など、ロケハンが徹底して行われており、エンドロールには管轄する公共機関が名を連ねることもある。

### スタッフ
- 原作 - 瀬川はじめ
- 監督 - あおきえい
- シリーズ構成・脚本 - 高山カツヒコ
- キャラクターデザイン・総作画監督・キャラクター監修 - 堀内修
- プロップデザイン - 岡田万衣子、江田恵一
- モンスターデザイン・モンスター作画監督 - 栗田新一
- 美術監督 - 海野よしみ
- 色彩設定 - 福谷直樹
- 撮影監督 - 森下成一
- 3D監督 - 茶屋知樹
- 編集 - 伊藤潤一
- 音響監督 - 鶴岡陽太
- 音響制作 - 楽音舎
- 音楽 - 上松範康
- 音楽プロデューサー - 斎藤滋
- 音楽制作 - ランティス
- プロデューサー - 伊藤敦
- アニメーションプロデューサー - 平松巨規、松嵜義之
- アニメーション制作 - asread.、AICスピリッツ
- 製作 - ［喰霊-零-］製作委員会（角川書店、角川映画、クロックワークス、ランティス）

### 歌

#### 主題歌
「Paradise Lost」
作詞 - 畑亜貴 / 作曲・編曲 - 菊田大介 / 歌 - 茅原実里
第4話から第11話のオープニングテーマ、第3話・第12話のエンディングテーマ
「夢の足音が聞こえる」
作詞 - 畑亜貴 / 作曲・編曲 - 虹音 / 歌 - 水原薫
第2話・第4話から第11話のエンディングテーマ
一部のエピソードにはオープニング主題歌が（第1話はエンディング主題歌も）ない。

#### 挿入歌
以下の曲のほとんどは喰霊-零-イメージソング集『百合ームコロッケ』に収録されている。
「Dark Side of the Light」
作詞 - 渡邉美佳 / 作曲・編曲 - 上松範康 / 歌 - 飛蘭
- 第1話。

「Unusual Days」
作詞 - 畑亜貴 / 作曲・編曲 - 黒須克彦 / 歌 - 美郷あき
- 第7話（店内放送として使用）。

「霊喰い」
作詞 - yui / 作曲・編曲 - 橘尭葉 / 歌 - 妖精帝國
- 第8話。

「Reincarnation -Last harmony-」
作詞・作曲・編曲 - 上松範康 / 歌 - yozuca*、飛蘭
- 第12話。元曲はイメージソング集収録だが、こちらは限定版DVDの封入特典のサウンドトラック&ラジオCDに収録されている。

### 各話リスト
| 話数 | サブタイトル                  | 絵コンテ          | 演出       | 作画監督                                                 |
| ---- | ----------------------------- | ----------------- | ---------- | -------------------------------------------------------- |
| 1    | 葵 上 -あおいのうえ-          | あおきえい        | あおきえい | 平山英嗣、岡田万衣子 堀内修                              |
| 2    | 憎 発露 -にくしみのはつろ-    | あおきえい        | 瀬藤健嗣   | 石本英治、河野悦隆                                       |
| 3    | 邂逅 砌 -かいこうのみぎり-    | 別所誠人          | 別所誠人   | 牧野竜一                                                 |
| 4    | 務 大義 -つとめのたいぎ-      | 後藤圭二          | 後藤圭二   | 門之園恵美、小島智加 谷川亮介、後藤圭二                  |
| 5    | 頑 思 -かたくなのおもい-      | 細田直人          | 細田直人   | 渡辺るりこ                                               |
| 6    | 美 敵 -うつくしのてき-        | 友田政晴          | 友田政晴   | 栗田新一、服部憲知                                       |
| 7    | 呵責連鎖 -かしゃくのれんさ-   | 二瓶勇一          | 山口頼房   | 谷津美弥子                                               |
| 8    | 復讐行方 -ふくしゅうのゆくへ- | 林宏樹            | 玉田博     | 堤将生、輿石暁                                           |
| 9    | 罪 螺旋 -つみのらせん-        | あおきえい        | 高橋順     | 山本善哉、渡辺るりこ                                     |
| 10   | 悲劇 裏 -ひげきのうら-        | 林宏樹 あおきえい | 友田政晴   | 石本英治、河野悦隆                                       |
| 11   | 運命 乱 -うんめいのみだれ-    | 大槻敦史          | 大槻敦史   | 前田明寿                                                 |
| 12   | 祈 焦 -いのりのこがれ-        | あおきえい        | あおきえい | 牧野竜一、栗田新一 川村幸祐、河野悦隆 渡辺るりこ、堀内修 |

### 放送局
| 放送地域 | 放送局       | 放送期間                      | 放送日時                     | 放送区分       | 備考                                |
| -------- | ------------ | ----------------------------- | ---------------------------- | -------------- | ----------------------------------- |
| 千葉県   | チバテレビ   | 2008年10月6日 - 12月22日      | 月曜 0:00 - 0:30（日曜深夜） | 独立UHF系      |                                     |
| 埼玉県   | テレ玉       | 2008年10月6日 - 12月22日      | 月曜 1:30 - 2:00（日曜深夜） | 独立UHF系      |                                     |
| 神奈川県 | tvk          | 2008年10月7日 - 12月23日      | 火曜 1:15 - 1:45（月曜深夜） | 独立UHF系      |                                     |
| 京都府   | KBS京都      | 2008年10月7日 - 12月23日      | 火曜 1:30 - 2:00（月曜深夜） | 独立UHF系      |                                     |
| 兵庫県   | サンテレビ   | 2008年10月8日 - 12月24日      | 水曜 0:00 - 0:30（火曜深夜） | 独立UHF系      |                                     |
| 福岡県   | TVQ九州放送  | 2008年10月8日 - 12月24日      | 水曜 1:53 - 2:23（水曜深夜） | テレビ東京系   |                                     |
| 東京都   | TOKYO MX     | 2008年10月9日 - 12月25日      | 木曜 1:30 - 2:00（水曜深夜） | 独立UHF系      |                                     |
| 愛知県   | テレビ愛知   | 2008年10月9日 - 12月25日      | 木曜 1:58 - 2:28（水曜深夜） | テレビ東京系   |                                     |
| 北海道   | テレビ北海道 | 2008年10月11日 - 12月27日     | 土曜 2:30 - 3:00（金曜深夜） | テレビ東京系   |                                     |
| 日本全域 | AT-X         | 2008年10月15日 - 2009年1月3日 | 水曜 10:00 - 10:30           | CSチャンネル   | 無修正版 リピート放送あり           |
| 日本全域 | BS11         | 2010年5月15日 - 7月31日       | 土曜 0:00 - 0:30（金曜深夜） | BSデジタル放送 | 『ANIME+』枠 ディレクターズカット版 |

AT‐Xでは無修正版での放送だったため、視聴年齢制限あり。DVD化の際に作られたディレクターズカット版のテレビ放送は、BS11が初のケースとなる。

## インターネットラジオ
「喰霊-零-」超自然災害ラジオ対策室のタイトルで2008年10月18日から2009年6月27日まで毎週土曜日22時〜22時30分（最初の4回以降は15時、16時に配信されていた）にランティスウェブラジオにて配信していた。全37回。パーソナリティーは水原薫、茅原実里、白石稔。コーナーパーソナリティはプロデューサーの伊藤敦。未配信部分は本作品のDVD限定版の封入特典CDに収録。2009年6月よりアニメ本編とともにラジオがWebNewtypeにおいて第1回から最終回分まで配信されている（ラジオはWebNewtypeの会員登録が必要だが無料、アニメは1話以降有料）。

### コーナー
以下のコーナーが設定はされているが、沿うことはほとんどなく、実質的には近況報告、ふつおた、アニメ業界なんでも相談コーナー、曲紹介のコーナーで成り立っている。
- 「喰霊」という作品について、毎回疑問に思ったことや感じたことをトークするコーナー
- 「喰霊」のスタッフについて、毎回疑問に思ったことや感じたこと、質問してみたいことなどをトークするコーナー
- 自分の身の回りで起きた事件、事故、災害などについてトークするコーナー
- すでに放送された「喰霊」についてトークするコメンタリーコーナー
- 自身の家族や友人、知人との思い出をトークするコーナー
- リスナーからのアニメ業界何でも相談コーナー（コーナーパーソナリティ：伊藤敦）
  - 伊藤が欠席時は本ラジオのディレクター&本作品の音楽プロデューサーの斎藤滋、監督のあおきえい、シリーズ構成の高山カツヒコが代行

### ゲスト
- 第11・12・13・16・17・29回：斎藤滋（音楽プロデューサー&本ラジオディレクター）
- 第14・15・17回：あおきえい（監督）
- 第14・15・17・37回：高山カツヒコ（シリーズ構成・脚本）
- 第18・19：高橋伸也（飯綱紀之 役）
- 第20・21回：田中涼子（諫山冥 役）
- 第32・33：稲田徹（岩端晃司 役）
- 第36・37回：瀬川はじめ（原作者）

### スタッフ（ラジオ）
- プロデューサー - 伊藤敦
- ディレクター - 斎藤滋（ランティス）
- 制作協力 - グロービジョン
- 提供 - [喰霊-零-]製作委員会

### エピソード
- 水原薫は本ラジオにパーソナリティとして出演しているが、他のリスナーに混じって自分自身でもメール投稿しており、自分のメールが読まれるとラジオの最後に喜びの言葉を述べる（どのメールをラジオ内で読むかはスタッフが選んでいる）。
- スタッフやパーソナリティが多く関連していることから「涼宮ハルヒの憂鬱」や「らき☆すた」の名前が頻繁に出る。特にパーソナリティ3人が全員出演した「らき☆すた」に至っては担当したキャラの声を出すことがある。
- もとは30分番組だったが、時を経るに従い放送時間が延び、1時間を越える番組になった。
- 準レギュラーとして、築地日本海アトレ信濃町店の店長（大将と呼ばれている）が登場する[4]。製作スタッフのなじみの店であった、ということでスタジオへ出前をするようになり、ディレクターより出演を依頼されたというのが登場のきっかけとなった[5][リンク切れ]。以降前述のとおり準レギュラーとしてたびたび本ラジオに登場するほか、イベントでもゲストとして出前を行なっている[4]。
- 茅原実里は番組冒頭に行われる近況報告コーナーで後半になるにつれ「特にない」との発言を繰り返し、白石には「毎回やってるんだから少しは考えてこようよ！」と突っ込まれたり、あげく、「今日は残念ながら近況報告あります！」と発言するなどし、白石や水原を困惑させた。

## 関連商品

### 単行本
『喰霊』
1. 2006年5月26日発売、ISBN 4-04-713824-X
2. 2006年7月26日発売、ISBN 4-04-713836-3
3. 2006年11月25日発売、ISBN 4-04-713874-6
4. 2007年4月26日発売、ISBN 978-4-04-713915-2
5. 2007年10月26日発売、ISBN 978-4-04-713979-4
6. 2008年4月26日発売、ISBN 978-4-04-715046-1
7. 2008年9月26日発売、ISBN 978-4-04-715105-5
8. 2008年10月25日発売、ISBN 978-4-04-715116-1
9. 2009年4月26日発売、ISBN 978-4-04-715233-5
10. 2009年8月26日発売、ISBN 978-4-04-715284-7
11. 2009年12月26日発売、ISBN 978-4-04-715349-3
12. 2010年7月26日発売、ISBN 978-4-04-715449-0

- 『喰霊〜追儺の章〜』2008年9月26日発売、ISBN 978-4-04-715104-8
- 『喰霊 0＋』2010年7月26日発売、ISBN 978-4-04-715509-1、少年エース編集部編（読切版3話とキャラクター設定、作者インタビューや落書き外伝などを収録）

表題に書かれている英文は以下の通りである。
- The Enchained Spiritual Beast [GA-REI]
- The Soul-Eater Cursed Girl [GA-REI]（〜追儺の章〜）

### CD
2009年3月末発売分までは発売元はランティス、販売元はキングレコードである。2009年4月発売分以降は発売元はランティス、販売元はバンダイビジュアルとなる。
- TVアニメ『喰霊-零-』イメージソング集 「百合ームコロッケ」（LACA-5837 2008年12月25日発売）
- TVアニメ『喰霊-零-』キャラクターソング
  - Vol.1 土宮神楽&諌山黄泉 （LACM-4556 2009年2月4日発売）
  - Vol.2 神宮寺菖蒲&二階堂桐（LACM-4573 2009年2月25日発売）
  - Vol.3 桜庭一騎&飯綱紀之（LACM-4578 2009年3月25日発売）
  - Vol.4 岩端晃司&ナブー兄弟（LACM-4623 2009年5月27日発売）
- TVアニメ『喰霊-零-』超自然災害ラジオ対策室 DJCD（全3巻、MP3形式で収録のデータCD）
  - Vol.1 （LACA-5943 2009年8月5日発売）※第1回から第14回までを収録。
  - Vol.2 （LACA-5944 2009年9月9日発売）※第15回から第26回までを収録。
  - Vol.3 （LACA-5945 2009年10月7日発売）※第27回から第37回までを収録。

### DVD / Blu-ray
DVDは、テレビ放送版から修正・追加を加えたディレクターズカット版。初回限定版、通常版、レンタル版があり、各巻DVDの映像特典にロケハン映像が収録されている。また初回限定版にはロケハン映像を補完するロケハンスチールブックとサウンドトラック&ラジオの未配信部分を収録したCDが各巻付属する。2010年にはBD-BOXとライブDVDの発売が予定されている。発売元は角川書店、販売元は角川エンタテインメント（角川エンタテインメントが角川映画に吸収合併した以後は角川映画が販売元である）、レンタル販売元はクロックワークス。
『喰霊-零-』
1. 第1巻（2008年12月26日発売 限定版品番：KABA-5201、通常版品番：KABA-5301）
2. 第2巻（2009年1月30日発売 限定版品番：KABA-5202、通常版品番：KABA-5302）
3. 第3巻（2009年2月27日発売 限定版品番：KABA-5203、通常版品番：KABA-5303）
4. 第4巻（2009年3月27日発売 限定版品番：KABA-5204、通常版品番：KABA-5304）
5. 第5巻（2009年4月24日発売 限定版品番：KABA-5205、通常版品番：KABA-5305）
6. 第6巻（2009年5月29日発売 限定版品番：KABA-5206、通常版品番：KABA-5306）

『喰霊-零-』Blu-ray Disc-BOX
2010年7月23日発売。DVD版と同じくディレクターズカット版の本編映像の他に映像特典と音声特典に加え、「喰霊-零- THE LIVE」の本編映像（ライブパートのみ）、新規に収録した「桜庭一騎と諫山黄泉が行く『聖地巡礼』の旅」などを収録。DVD版の封入特典は収録されない。本編は1080i画質仕様。本編ディスク2枚、特典ディスク2枚の計4枚のBOX仕様でジャケットはキャラクターデザインの堀内修描き下ろし。品番はKAXA-1800。初回限定生産であるため、再生産の予定は無いと告知されている。
「喰霊-零- THE LIVE」DVD
2010年7月23日発売。2009年5月3日に開催されたライブイベントの本編（ラジオパートとライブパート）・メイキング映像を収録。封入特典としてライブパンフレットの縮刷版が付属する。初回生産限定で特典オーディオCD「優しい言霊」を同梱。品番はKABA-5307。
『喰霊-零-』Blu-ray Special BOX
2013年12月27日にKADOKAWAより発売、以前のBOXと本編映像、音声特典のオーディオコメンタリー、ライブ映像、ロケハン映像、CM等他の映像特典は再度収録され、長編ドラマCD『追憶日々-ついおくのひび-』と第1話絵コンテ、16ページブックレット等の特典を付加収録し再発売された。BOXジャケットは原作者瀬川はじめ描きおろしで、インナージャケットはキャラクターデザインの堀内修の描きおろしである。本編ディスク2枚、特典ディスク3枚（うち1枚は特典のドラマCD）品番は変更されKAXA-9802となっている。今回は初回限定生産と告知されていない。一部店舗の先着予約特典にてパチスロ用に描きおろされた新規映像を収録したDVDが新たに特典として収録された。ドラマCD『追憶日々-ついおくのひび-』は、三途河が殺生石に飲まれる過程の他、環境省超自然災害対策室や諫山黄泉家に起こる事件や日常を描いている。アニメと同じくオープニングとエンディングが挿入されているがアニメと違い、2番が収録されている。
『喰霊-零-』10th Anniversary Blu-ray BOX
2019年6月26日にKADOKAWAより放送10周年を記念して発売された。品番はKAXA-9833。以前のBOXと違う新規要素として、キュー・テックの最新のアップコンバート技術「FORS MASTER PROCESS」を使った映像・音声処理を行っている。また新規特典のうち封入特典にライナノーツ（ブックレット）、BOXは新規に原作者の瀬川はじめが描きおろし、ジャケットはキャラクターデザインの堀内修が描きおろした。また新規音声特典として、3話・12話に諫山黄泉役の水原薫と土宮神楽役の茅原実里による新規オーディオコメンタリーが収録され、新規映像特典として藤商事版の遊技機に使用された演出映像が収録されている。過去の映像特典のうちロケハン映像や「喰霊-零- THE LIVE」はライブパートのみであるが再録されており、音声特典のスタッフオーディオコメンタリーも再録されている。販売先がAmazon、キャラアニ、トロイカショップの3社のみとネットショップに限られている。

### 小説
『喰霊-萌-(がれい きざし)』
内容はアニメ『喰霊-零-』の前日譚。解説に監督のあおきえい、プロデューサーの伊藤敦も寄稿している。2020年2月1日にKADOKAWAより発売され、レーベルは角川スニーカー文庫。商品形態は電子書籍のみ。
著者：高山カツヒコ、原作・イラスト：瀬川はじめ、企画・原案：［喰霊-零-］製作委員会

### トレーディングカードゲーム
- 『プロジェクト レヴォリューション』（『角川書店1.0』には原作版、『喰霊-零-プラチナパック』には喰霊-零-のキャラクターを収録、発売元：富士見書房、販売元：ブロッコリー）

### パチスロ
- パチスロ喰霊-零-（2012年、オーイズミ）
ボーナスはJAC-IN形式を採用しており、純増枚数約204枚のビッグボーナスと約53枚のレギュラーボーナスに加え、1G当たり純増約1.5枚のART「喰霊CHANCE」を搭載したA+ART機。
ARTは継続率+G数上乗せ+セットストックのハイブリッドARTである。継続率はART開始画面の背景色で示唆され、G数消化後にジャッジ演出が発生する（セットストックがある場合は継続率による抽選を行わずに継続する）。G数上乗せはART中レア小役などで突入する上乗せ特化ゾーン「殺生石RUSH」（殺生石RUSH時の1/256で極）やボーナス成立、セットストックは喰霊図柄揃い等で獲得する。
通常時のレア小役、各種ボーナス成立時、ボーナス中の喰霊図柄揃いやレア小役などでARTを抽選する。特に通常時発生する可能性のあるフリーズベル（1/65536）や特戦四課リプレイ（1/16384）成立時はARTのセットストックをまとめて得られる大チャンスとなる。前者は赤7+次回ボーナスまでの無限ART+殺生石RUSH極+無限ART終了後のセット継続率89％が特典となり、後者は12G間喰霊図柄が1/3で成立するセットストック特化ゾーン、特戦四課モードへと突入する。また特戦四課モードに限り、ボーナス中に特戦JACが成立することにより突入することがある。
フリーズベル成立時は、黄泉との対決から2年後の物語が描かれたアニメ喰霊-零-の後日談の部分を本機のため新規に書き下ろしたアニメーションが流される。
- 喰霊-零- 運命乱（2019年、JFJ）
擬似ボーナスをループさせて出玉を獲得していくタイプのAT機。
通常時は主にレア役や周期抽選からCZ「喰霊チャンス」に突入させ、ボーナス当選を目指す。カウンターが「零」に到達するたびに、レア役要らずでチャンスが訪れる「零カウンターシステム」が大きな特徴となっている。
ATは「喰霊BONUS」を中心とする継続G数や恩恵の異なる複数の擬似ボーナスと、MISSION期待度や純増枚数が異なる複数の引き戻しゾーンをループさせて伸ばしていく仕様で、既存のマシンにはなかった新たな連チャンシステムを体感できる。
黄泉と神楽が紡ぐ哀しくも美しい物語の世界観を、丁寧に作り込んだビジュアル面もファン納得のクオリティ。涙無しには聴けない神曲の数々も健在だ。[7]

### パチンコ
- CR喰霊-零-（2017年、藤商事）